# TrekStor
TrekStor GmbH & Co. KG est un fabricant allemand de produits de stockage portables et de périphériques audio constitué en 2004 et situé à Lorsch, dans le sud de la Hesse, en Allemagne . 

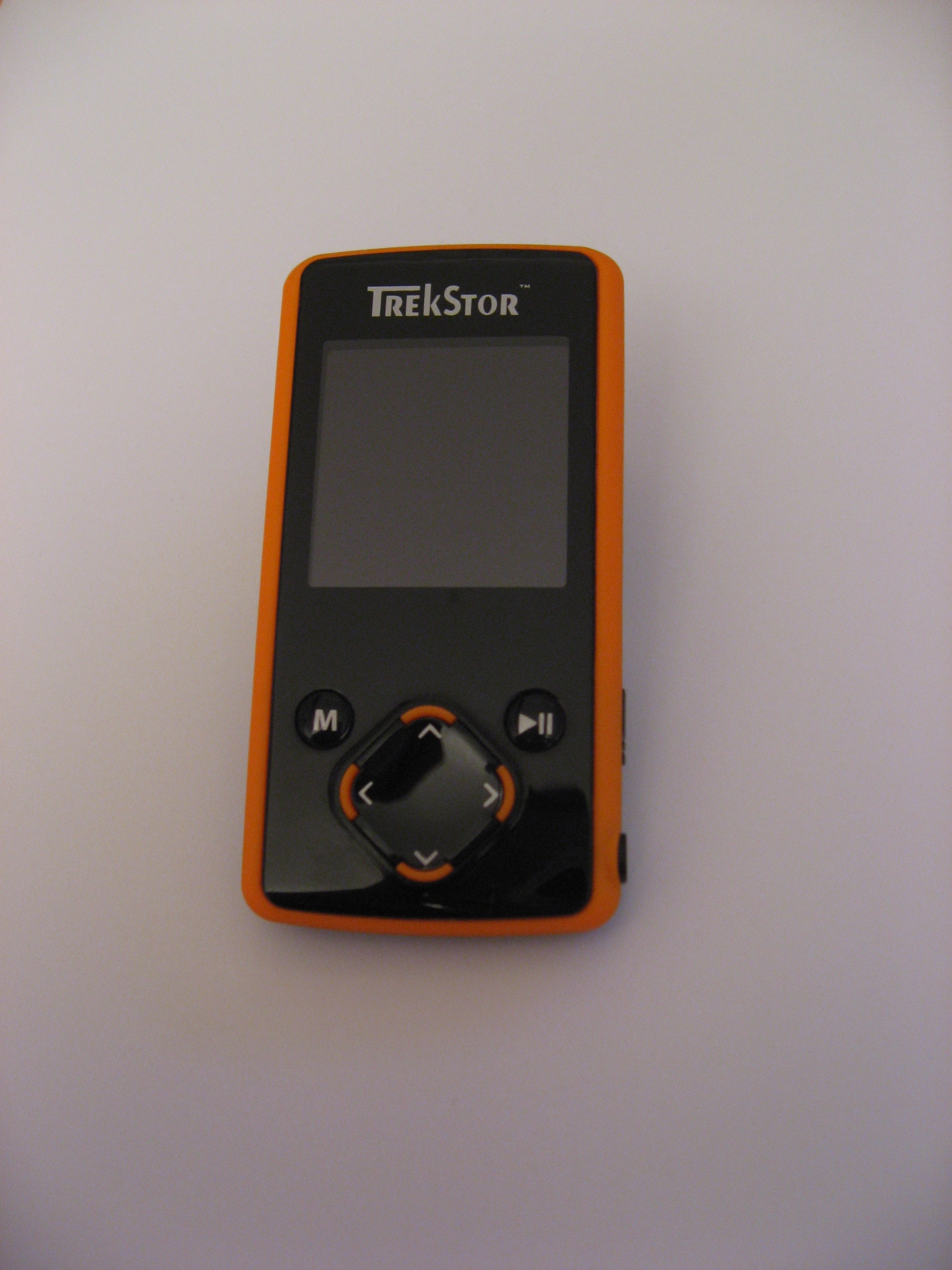
Lecteur MP3 TrekStor i. Beat move S 4Go

La société est principalement connue pour ses lecteurs MP3, ses disques durs, ses tablettes et ses clés USB. TrekStor est une marque importante de lecteurs multimédias numériques en Allemagne. 
Les principales sous-marques sont DataStation, MovieStation, vibez et i. Beat. 

## Historique
TrekStor GmbH & Co. KG est créée en 2004. 
En août 2007, la marque a fait l’objet d’une brève controverse en raison du nom innoportun de leur dernier appareil issu de la gamme i.Beat mp3 player, le i. Beat blaxx, prononcé "je bats les noirs ." Peu de temps après signalement, la société l'a renommé TrekStor Blaxx. 
En juillet 2009, la société a annoncé son insolvabilité. Cependant, un investisseur (TrekStor GmbH, appartenant désormais à Telefield International Holdings Limited, basée à Hong Kong)  a été fondé et la société a pu poursuivre ses activités. En 2010, un lecteur de livre eBook a été mis sur le marché. TrekStor développe également sa propre série de tablettes.